# Молде
Молде (норв. Molde) је значајан град у Норвешкој. Град је у оквиру покрајине Западне Норвешке и седиште је, али не и највећи град округа Мере ог Ромсдал (то је суседни Олесунд).
Према подацима о броју становника из 2009. године у Молдеу живи близу 20 хиљада становника, док у ширем градском подручју живи преко 25 хиљада становника.

## Географија
Град Молде се налази у западном делу Норвешке. Од главног града Осла град је удаљен 500 km северозападно од града.
Рељеф: Молде се налази на западном обали Скандинавског полуострва, у области Вестландет. Град се развио на полуострву Ромсдалсхалвеја. Изнад града стрмо се издижу планине. Сходно томе, је град развијен дуж мора у дужини од 10-ак км, а надморска висина града иде од 0 до 200 м надморске висине.
Клима: Клима у Молдеу је умерено континентална са утицајем Атлантика и Голфске струје. Њу одликују благе зиме и хладнија лета.
Воде: Молде се развио као морска лука на у оквиру Молдског фјорда и његов рукавац Ромсдалског фјорда, оба у оквиру Северног мора. Залив није отворен ка мору, већ се ту налази више малих полуострва и острва.

## Историја
Први трагови насељавања на месту данашњег Молдеа јављају се у доба праисторије. Данашње насеље основано је у средњем веку под називом Вејеја и убрзо постаје трговиште.
Године 1614. насеље Молде добија права трговишта, а 1742. године и пуна градска права, што му је дало подстрек за бржи развој у 18. и 19. веку. Већ тада град постаје важно туристичко одредиште.
У 20. веку Молде је доста страдао. Прво је 1916. године трећину града однео пожар. Други много озбиљнији пожар био је последица бомбардовања немачког Луфтвафеа 1940. године, приликом немачког запоседања Норвешке. После рата града је обновљен, па је данас један од најсавременијих градова средње величине у држави.

## Становништво
Данас Молде има око 20 хиљада у градским границама и око 25 хиљада на ширем градском подручју. Последњих година број становника у граду се повећава по годишњој стопи од 0,5%.

## Привреда
Привреда Молдеа се традиционално заснива на риболову и индустрији (посебно индустрији тканина). Последњих деценија значај трговине, пословања и услуга је све већи.

## Градови пријатељи
Град Молде је побратимљен или има неки вид сарадње са:
- - Бардјејов
- - Вејле
- - Бурос
- - Микели
- - Чешка Липа

## Партнерски градови
- Бардјејов
- Vejle Municipality
- Вејле
- Микели
- Borås Municipality

## Галерија
- Поглед на средишњи део Молдеа
- Градска саборна црква
- Градска лука
- Савремено здање градске куће Молдеа